# Sound Car-Tunes
Sound Car-Tunes ou Song Car-Tunes est une série de courts métrages d'animation produite par les frères Max et Dave Fleischer entre mai 1924 et septembre 1926. La série utilise le procédé d'enregistrement du son sur la bande du film Phonofilm de Lee De Forest.
La série comprend une trentaine de films qui débute en 1924 par Oh Mabel, Goodbye My Lady Love et Come Take a Trip on My Airship, tous produits entre mai et juin. Ils comprennent tous le principe de la boule rebondissante, la bouncing ball, permettant au public de chanter durant le film.
Les Fleischers et De Forest se disputent en septembre 1926 sur la qualité du son reproduit par le système Phonofilm, et aussi que la société de De Forest soit au bord de la faillite. La série est rediffusée entre 1928 et 1932 mais avec le procédé Photophone de RCA. Ensuite le studio reprend la création de nouveaux courts métrages jusqu'en 1938 mais sous le nom de Screen Songs.

## Films de la série
- Oh Mabel (1924)
- Goodbye My Lady Love (1924)
- Come Take a Trip in My Airship (1924)
- Mother, Mother, Mother Pin a Rose on Me (1924)
- By the Light of the Silvery Moon (1925)
- Coming Through the Rye (1925)
- Dixie (1925)
- East Side, West Side (The Sidewalks of New York) (1925)
- My Bonnie Lies Over the Ocean (1925)
- My Wife's Gone to the Country (1925)
- Oh Suzanna (1925)
- Old Black Joe (1925)
- Old Pal (1925)
- Sailing Sailing Over the Bounding Main (1925)
- Swanee River (The Old Folks at Home) (1925)
- Ta-Ra-Ra-Boom-Dee-Aye (1925)
- Trail of the Lonesome Pine (1925)
- Tramp, Tramp, Tramp, the Boys Are Marching (1925)
- Pack Up Your Troubles (1926)
- Alexander’s Ragtime Band (1926)
- Daisy Bell (1926)
- Darling Nelly Gray (1926)
- Has Anyone Here Seen Kelly? (1926)
- In the Good Old Summertime (1926)
- Margie (1926)
- My Old Kentucky Home (1926)
- Oh, How I Hate to Get Up in the Morning (1926)
- The Sheik of Araby (1926)
- Sweet Adeline (1926)
- Toot Toot Tootsie (1926)
- Waiting for the Robert E. Lee (1926)
- When I Leave This World Behind (1926)
- When I Lost You (1926)
- When the Midnight Train Leaves for Alabam' (1926)
- Yak-A-Doola-Hick-A-Doola (1926)

### Sources
- (en) Leonard Maltin, Of Mice and Magic: A History of the American Animated Film (1980, revised 1987)
- (en) Leslie Cabarga, The Fleischer Story (1988)
- (en) Richard Fleischer, Out of the Inkwell: Max Fleischer and the Animation Revolution (2005)